# Las mujeres durante la dictadura de Primo de Rivera
Las mujeres durante la dictadura de Primo de Rivera tenían pocos derechos y estaban sometidas a normas discriminatorias por razón de género. Si bien había feministas activas, tenían un número limitado y sus organizaciones no tuvieron demasiado éxito en el logro de sus objetivos. 
La lucha por el sufragio femenino dio pequeños pasos hacia adelante. El Real Decreto del Estatuto Municipal de 8 de marzo de 1924 en su artículo 51 otorgó a las mujeres el derecho a votar por primera vez, pero fue considerado como un intento de apuntalar las posibilidades electorales de Primo de Rivera. Para cuando se convocaron las siguientes elecciones generales, la constitución que otorgaba a las mujeres el derecho al voto ya no estaba en vigor y se estaba redactando una nueva constitución. 
La segunda parte de la dictadura dio lugar a un incremento en el activismo de las mujeres por la igualdad de derechos. También resultó en que algunas mujeres se desvincularan de las organizaciones políticas tradicionales, al considerar que no resultaban efectivas para sus objetivos. Las oportunidades educativas para las mujeres también se incrementaron, junto con las tasas de alfabetización de las mujeres. 
En la calle las mujeres a menudo sufrían acoso. Las necesidades económicas hicieron que las mujeres fueran más visibles en la fuerza laboral y empezaron a invadir dominios tradicionalmente masculinos como el café o el ateneo. 

## Antecedentes

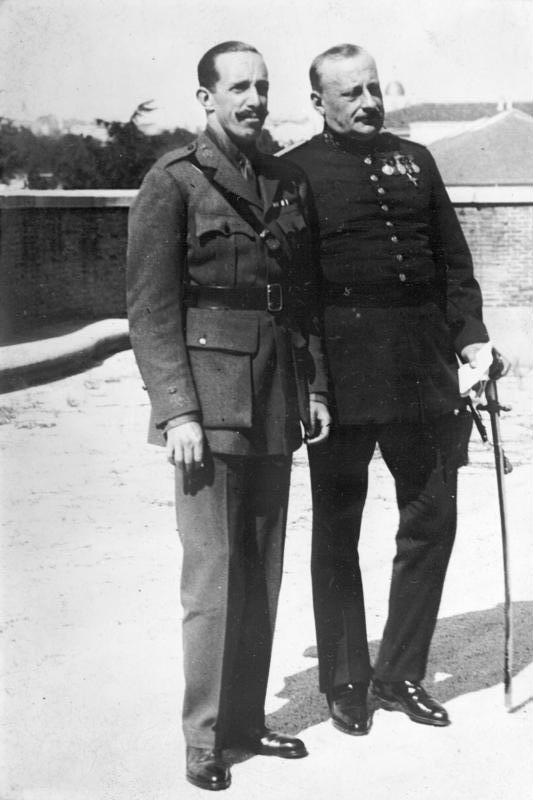
Alfonso XIII y Miguel Primo de Rivera.

La dictadura de Primo de Rivera comenzó en 1923 y continuó hasta 1929. Tuvo lugar durante la Restauración borbónica, durante el reinado de Alfonso XIII. La abdicación del rey de España en 1930 significaría el fin de la dictadura de Miguel Primo de Rivera, y marcaría el comienzo de la Segunda República, y su final sería el resultado de la convocatoria de elecciones generales en junio de 1931.

## Directorio militar (1923-1925)

### Feministas

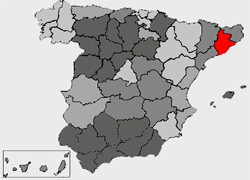
Ubicación de la provincia de Barcelona.

La dictadura de Primo de Rivera fue testigo de pocos eventos feministas en España. Cuando se organizaron tales eventos, los hombres consideraron sus actividades como objeto de chiste. La independencia femenina, organizada principalmente en Madrid alrededor del Lyceum Club, fue condenada por miembros de la Iglesia Católica y vista como escandalosa por naturaleza. Algunos hombres la veían como una amenaza al statu quo. Las feministas de este período a menudo se centraron en esfuerzos moderados pero decididos de no ser conformistas en su enfoque de la feminidad. La mayor parte de su actividad se dedicó a crear obras de ficción como forma de crítica social. También había otras organizaciones feministas hacia 1920, aunque eran mucho menos visibles y tuvieron menos éxito con sus objetivos. Entre ellas estaban Sociedad Progresiva Femenina en Barcelona, la Sociedad Concepción Arenal en Valencia y Acción Social Femenina en Madrid. La mayoría de sus miembros eran mujeres de entornos de clase media y, en consecuencia, no representaban el espectro más amplio de mujeres en España.

### Sufragio de las mujeres

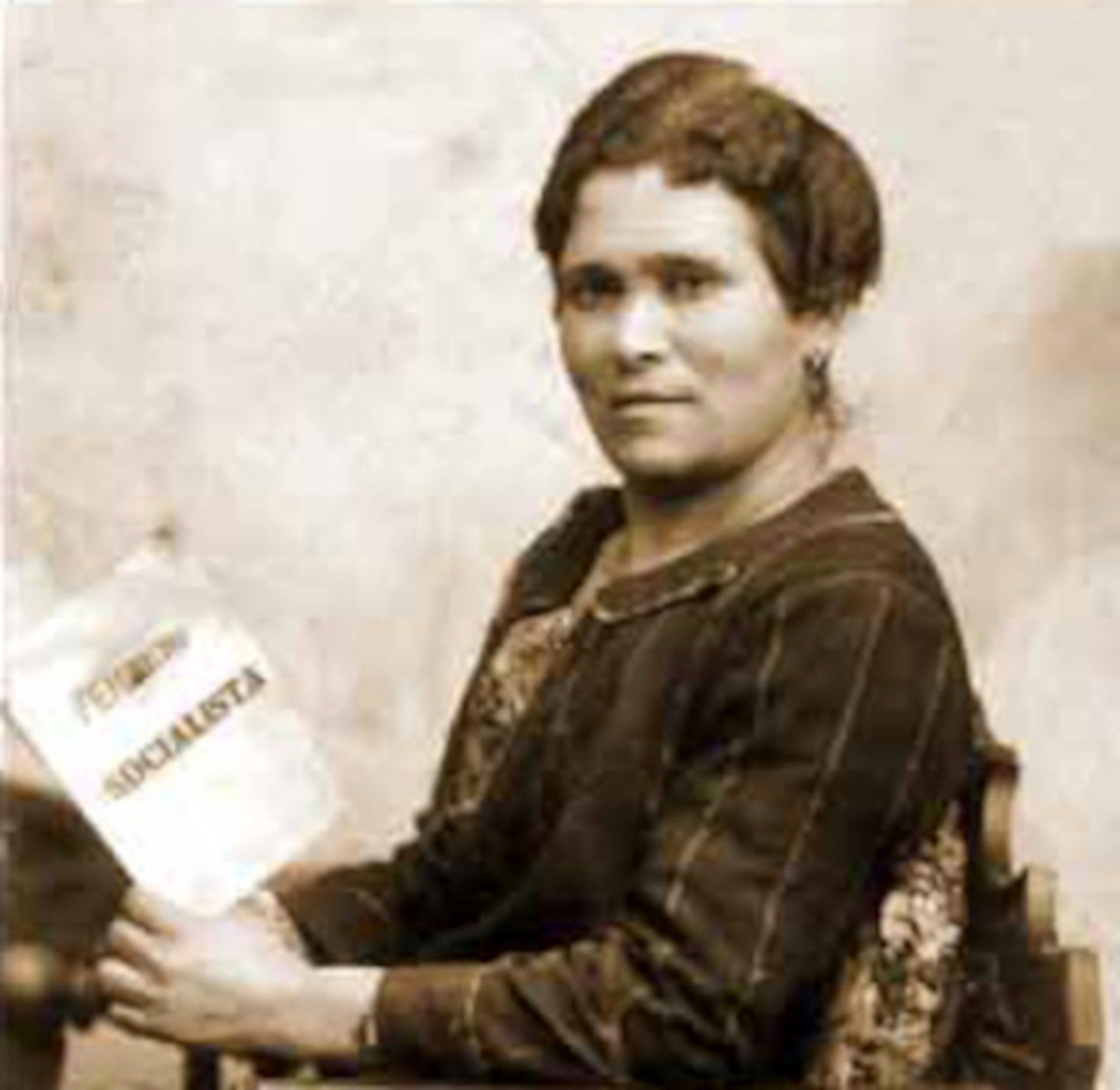
María Cambrils Sendra en una de las únicas fotografías que existen de ella.

El 8 de marzo de 1924, el artículo 51 del Real Decreto del Estatuto municipal incluiría por primera vez un anexo que permitía a las autoridades electorales a nivel municipal incluir en el censo a las mujeres mayores de 23 años que no estaban tuteladas por hombres o por el Estado. El artículo 84.3 establecía que las mujeres solteras podían votar en las elecciones municipales, siempre que fueran cabeza de familia, mayores de 23 años, que no fueran prostitutas y que su estado civil no cambiara. Durante el mes siguiente se llevaron a cabo modificaciones que permitieron a las mujeres que cumplían con aquellos requisitos postularse para un cargo político. En consecuencia, algunas mujeres aprovecharon esta apertura política, se postularon para cargos políticos y obtuvieron algunos escaños en los gobiernos municipales como concejalas y alcaldes en aquellos lugares en los que se celebraron elecciones. Este fue una iniciativa sorprendente de Primo de Rivera al otorgar a las mujeres el derecho al voto, y fue visto en gran medida como una forma de apuntalar su base electoral antes de las elecciones programadas para el año siguiente. Este breve período vio a muchos partidos políticos tratar de capturar el voto de las mujeres antes de que las elecciones fueran finalmente canceladas. Manuel Cordero, de El Socialista, escribió en junio de 1924 de un gobierno de derechas que apoyaba "el voto femenino supone un acto revolucionario y parece algo raro que sea un espíritu reaccionario quien haya proyectado esa reforma en España".  
María Cambrils se mostró complacida de que las mujeres consiguieran el derecho al voto, pero le frustraban las restricciones impuestas a las votantes femeninas. El líder del PSOE, Andrés Saborit, también apoyaba este punto de vista, afirmando que el socialismo necesitaba expandir la forma en que consideraba a las mujeres como agentes transformadores en la sociedad, y no permitiendo que la Iglesia Católica monopolizara la definición de las mujeres dentro de la cultura española.  
Algunos católicos intentaron capitalizar el otorgamiento del derecho al voto a las mujeres para sus propios intereses políticos, teniendo bastante éxito en las elecciones locales en algunos sitios en los que el 40% de sus votos totales provenían de las mujeres. Para cuando se convocaron las siguientes elecciones generales, la constitución que otorgaba a las mujeres el derecho al voto ya no estaba en vigor puesto que se estaba redactando una nueva constitución. Las discusiones en torno al Real decreto de 1924 jugarían más adelante una un papel fundamental en los debates sobre el sufragio de las mujeres en la Segunda República.

### Actividad política y participación en el gobierno
Cuando las mujeres desarrollaron actividad política durante el período anterior a la República, con frecuencia lo hicieron de manera espontánea. Con la misma frecuencia fueron ignoradas por los dirigentes políticos de izquierda (hombres todos ellos). A pesar de esto, los disturbios y protestas que organizaron sirvieron para generar mayor conciencia política entre las mujeres sobre la necesidad de ser más activas en la esfera social y política para promulgar cambios que mejoraran sus vidas.
Las mujeres de clase media de las zonas urbanas, liberadas de las tradicionales labores del hogar, comenzaron a presionar en pro cambios que mejoraran sus propias vidas. Esto incluía cuestiones tales como cambios a las leyes de divorcio, mejor educación e igualdad salarial. Cuando los políticos se enfrentaban a estas demandas, a menudo las etiquetaban como "asuntos de mujeres".  Durante la dictadura de Primo de Rivera no se llevó a cabo ninguna reforma significativa.  
La Agrupación Femenina Socialista de Madrid estuvo activa durante este período. En un intento de tener mayor influencia y ser más activas, invitaron a tres abogadas madrileñas, Victoria Kent, Clara Campoamor y Matilde Huici, a hablar en la Casa del Pueblo para comprender mejor las demandas de las mujeres durante el período de 1925 y 1926. Para el 19 de marzo de 1926, Campoamor había retirado su apoyo a los socialistas que trabajaban en temas de mujeres. Nelken diría en 1922 que consideraba que tanto los socialistas como los católicos ofrecían pocas esperanzas para las mujeres, puesto que ninguno era capaz de entender los problemas a los que se enfrentan las mujeres. Ella veía en este tema el principal error del feminismo, una posición que generó una importante grieta en el feminismo español durante el período Primo de Rivera. 

#### Socialistas

##### Partido Socialista Obrero Español (PSOE)
Durante la década de 1920 y principios de la década de 1930, las mujeres se involucraron más en los movimientos socialistas. Ello no se tradujo en mayor participación en el ámbito político, ya que las organizaciones políticas socialistas eran abiertamente hostiles hacia las mujeres y no estaban interesadas en atraer su participación. Cuando las mujeres crearon organizaciones socialistas, fueron organizaciones accesorias a las dominadas por los hombres. Este fue el caso del Grupo de Socialistas Feministas de Madrid y los Grupos Socialistas Feministas. Este aspecto difería de la situación de las mujeres en los movimientos anarquistas, ya que las mujeres socialistas desempeñaban papeles mucho más pasivos que sus pares anarquistas. Como consecuencia de ello, cuando llegó la Guerra Civil, pocas mujeres socialistas se dirigieron al frente.
| PSOE miembros del Congreso de los Diputados |          |       |   |           |                      |
| Elección                                    | Asientos | Votar | % | Estado    | Líder                |
| 1923                                        | 7/409    |       |   | Oposición | Pablo Iglesias Posse |

## Directorio Civil (1925-1930)
Durante la dictadura de Primo de Rivera no hubo ningún verdadero congreso nacional hasta la creación de la Asamblea Nacional Consultiva en 1927. A pesar de representar a varias facciones de toda España por nombramiento, el organismo tenía muy poco poder. Un sistema de cuotas de las 18 distintas regiones de España, que representaba a diferentes partidos políticos, decidió quién formaba parte del organismo. El último grupo de la Asamblea Nacional Consultiva tuvo una representación de solo el 3% de mujeres. Algunas de las mujeres que formaron parte de este organismo eran esposas de la nobleza, que a menudo no se tomaban en serio su papel. Algunas provenían de un sector más amplio de la sociedad, por su contribución a la cultura y a las artes. Sus nombramientos fueron un deseo de ver a las mujeres involucrarse más en la vida política.
Tanto el PSOE como la UGT tenían conflictos internos sobre si participar o no en la asamblea dado que carecía de poderes reales. Después de mucho debate interno, ambos se negaron a participar. En consecuencia, el gobierno nombró a socialistas para formar parte de la asamblea sin que hubiera control por parte de ningún partido o sindicato. María Cambrils sería una de estas mujeres socialistas en participar en la Asamblea de 1927.

### Sufragio femenino y actividad política
Las mujeres consiguieron acceder a la representación nacional durante el período legislativo de 1927-1929 como resultado del Decreto del 12 de septiembre de 1927. Su artículo 15 establecía: "a ella podrán pertenecer, indistintamente, varones y hembras, solteras, viudas o casadas, éstas debidamente autorizadas por sus maridos y siempre que los mismos no pertenezcan a la Asamblea […]. Su designación se hará nominalmente y de Real orden de la Presidencia, acordada en Consejo de Ministros antes del 6 de octubre próximo".
Durante el periodo de 1927–1929 también comenzó el proceso de redacción de una nueva constitución española que habría otorgado a las mujeres su derecho al voto en el Artículo 55. Sin embargo, este artículo no fue aprobado. A pesar de esto, las mujeres podían ser elegidas para participar en la asamblea nacional en el Congreso de los Diputados, y 15 mujeres consiguieron escaños el 10 de octubre de 1927. Trece eran miembros de los Representantes de Actividades de la Vida Nacional. Otras dos eran Representantes del Estado. Entre estas mujeres se encontraban María de Maeztu, Micaela Díaz Rabaneda y Concepción Loring Heredia. Durante la sesión inaugural del Congreso de los Diputados en 1927, el presidente de la Asamblea dio expresamente la bienvenida a las nuevas mujeres, alegando que su exclusión había sido injusta. Loring Heredia interrumpiría y exigiría una explicación del Ministro de Instrucción Pública y Bellas Artes el 23 de noviembre de 1927, siendo la primera vez que una mujer había hecho esto desde el Congreso.
La derecha española estaba dividida en varias facciones, entre las que se encontraban los monárquicos que defendían a Alfonso, los carlistas y los falangistas. También había partidos políticos como la Confederación Española de Derechas Autónomas (CEDA), el Partido Republicano Radical (PRR), la Derecha Liberal Republicana (DLR) y la Lliga Catalana (LC). Ninguno de estos tenía grupos femeninos notables. La mayor parte de la actividad política de las mujeres de derechas provenía de grupos de mujeres católicas, cuya actividad pública desconcertaba a las instituciones conservadoras por la dualidad de estas mujeres que querían proteger el rol tradicional de la mujer en el hogar a la vez que eran muy visibles con su activismo fuera de dicho hogar. En 1928, la membresía de ACM estaba en su apogeo con 119.000 mujeres. 

### Derechos de las mujeres
El Grupo Socialista Femenino de Madrid se reunió en 1926 para tratar los derechos de las mujeres. Entre las asistentes se encontraban Victoria Kent y Clara Campoamor. La Agrupación Femenina Socialista de Madrid estuvo activa durante este período. En un intento de ampliar su espectro, invitaron a tres abogadas madrileñas, Victoria Kent, Clara Campoamor y Matilde Huici, a hablar en la Casa del Pueblo para comprender mejor las demandas de las mujeres durante el período de 1925 y 1926. Para el 19 de marzo de 1926, Campoamor había retirado su apoyo a los socialistas que trabajaban en temas de mujeres.
Nelken consideraba que tanto los socialistas como los católicos ofrecían pocas esperanzas para las mujeres, ya que ninguno era capaz de entender los problemas a los que se enfrentan las mujeres. Ella veía en este tema el principal error del feminismo, una posición que generó una importante grieta en el feminismo español durante el período Primo de Rivera.

### Empleo y organizaciones laborales
El 40% de las mujeres trabajadoras españolas en 1930 trabajaban en roles domésticos, representando el sector económico fundamental en el que estaban presentes las mujeres. A pesar de la opinión de Primo de Rivera sobre el papel de la mujer, las mujeres pudieron en ocasiones llegar a puestos de alto rango en la burocracia española.

### Educación
Las cosas comenzaron a cambiar lentamente, con el acceso de las mujeres a la educación. Para 1930 tenían una tasa de alfabetización del 62% y la proporción de ambos géneros en las escuelas estaba cerca de 50/50 en la escuela primaria. Esto no se trasladó a las universidades, donde, en 1928, solo el 4,2% de los estudiantes eran mujeres.  
Antes de la Segunda República, el Partido Socialista Obrero Español (PSOE) reconoció que las trabajadoras carecían de un sistema educativo compensatorio y de acceso a instalaciones educativas equivalente a los que tenían los varones. Sin embargo, a pesar de esto, no ofrecieron ningún tipo de solución política integral a este problema y no estaban dispuestos a abogar firmemente por la necesidad de abordar la educación de las mujeres. El alcance de su activismo a favor de la educación de las mujeres se limitó a exigir educación integral para hombres y mujeres.

### Arte
Las pintoras Maruja Mallo y Concha Méndez formaban parte de la Generación de 1927 y estuvieron activas en Madrid. Vivían en la Residencia de Estudiantes de Madrid, que durante las décadas de 1920 y 1930 fue el centro del movimiento vanguardista de España.
Originaria de Galicia, Maruja Mallo iría con Concha Méndez y otros pintores masculinos famosos de la época, en busca de suministros que definían la vida española en ese período. 

### La vida cotidiana de las mujeres
Durante el período anterior a la República y a la dictadura, las mujeres en las calles de las principales ciudades como Barcelona y Madrid a menudo sufrían acoso callejero.
Las mujeres comenzaron a unirse a la fuerza laboral en números mucho más visibles durante este período, trabajando en las universidades y en el sector de los servicios. También invadieron los dominios previamente masculinos de los cafés y los ateneos. La década de 1920 vio una reacción violenta contra las mujeres en los círculos conservadores; muchos hombres consideraban que estas mujeres estaban confusas respecto a su género.
En el período previo al establecimiento de la Segunda República y de la Guerra Civil, muchas mujeres de clase media y alta que se convirtieron en feministas lo hicieron como resultado de la educación en el internado, que hacía que sus padres no pudieran guiar la evolución de sus pensamientos políticos, ni alentarlas hacia el pensamiento político, o adoctrinarlas en cuestiones destinadas a reforzar las normas sociales de género. Las familias de izquierdas eran más propensas a ver sus ideas replicadas por sus hijas como feministas a través de la influencia activa. Las familias de derechas tenían más probabilidades de ver a sus hijas convertirse en feministas como reacción a las rígidas normas de género que las llevaban a la ruptura familiar.